# Clemens Schattschneider
Clemens Schattschneider (Baden, 7 febbraio 1992) è un ex snowboarder austriaco.

## Palmarès

### Mondiali juniores
- 1 medaglia:
  - 1 oro (slopestyle a Valmalenco 2011)

### Coppa del Mondo
- Miglior piazzamento nella Coppa del Mondo generale di freestyle: 2º nel 2011
- Vincitore della Coppa del Mondo di big air nel 2011
- 3 podi:
  - 1 vittoria
  - 1 secondo posto
  - 1 terzo posto

#### Coppa del Mondo - vittorie
| Data             | Luogo   | Paese  | Disciplina |
| ---------------- | ------- | ------ | ---------- |
| 26 febbraio 2011 | Calgary | Canada | SBS        |

Legenda:

SBS = Slopestyle